# Moby Dick (miniserie televisiva 2011)
Moby Dick è una miniserie televisiva in due parti del 2011 diretta da Mike Barker ispirata all'omonimo romanzo di Herman Melville.

## Trama
Il capitano Achab vuole vendicarsi della gigantesca balena Moby, che gli ha causato la perdita di una gamba.